# Thomas Dekker (attore)
Thomas Alexander Dekker (Las Vegas, 28 dicembre 1987) è un attore, cantante e regista statunitense.
Ha scritto e prodotto due album. È meglio conosciuto per i suoi ruoli di John Connor in Terminator: The Sarah Connor Chronicles e Zach in Heroes; è stato anche il doppiatore originale di Piedino nei film (dal quinto al nono) di Alla ricerca della Valle Incantata.

## Carriera

### Inizi
Thomas inizia la sua carriera d'attore a sei anni; dapprima appare nella soap opera Febbre d'amore ed in seguito in Generazioni. Nel 1997 Thomas ottiene il ruolo fisso nella serie televisiva Tesoro, mi si sono ristretti i ragazzi, basata sull'omonimo film dove interpreta il ruolo di Nick Szalinski per tre anni. Dopo la chiusura dello show, nel 2000, Dekker è comparso in Run of the House, CSI: Crime Scene Investigation, Dr. House - Medical Division, Boston Public, Reba e Settimo Cielo; Thomas ha inoltre preso parte al film Campus Confidential. Dekker ha vinto tre Young Artist Award per il doppiaggio nei film di Alla ricerca della Valle Incantata e per la sua partecipazione a Boston Public.

### La svolta del 2006
Nel 2006 Thomas Dekker ottiene il ruolo ricorrente di Zach nel telefilm Heroes; questo personaggio era stato scritto perché si dichiarasse gay ai suoi genitori, il che avrebbe dato al personaggio di Claire Bennett (Hayden Panettiere) la spinta per parlare ai genitori dei suoi nuovi poteri, e alcuni riferimenti alla sua sessualità furono dati durante lo show. Dekker in persona chiese allo sceneggiatore Bryan Fuller di cambiare il personaggio per paura di essere ingaggiato in futuro solo per "ruoli gay", vista la miriade di personaggi di questo tipo da lui interpretati in passato. Thomas lasciò lo show a metà della prima stagione dopo aver ottenuto il ruolo di John Connor e poiché non aveva ottenuto dalla NBC che il suo personaggio di Zach diventasse un protagonista di Heroes.
Dekker ottiene così il ruolo da protagonista nel nuovo show della FOX, Terminator: The Sarah Connor Chronicles dove recitano anche Lena Headey e Summer Glau; la serie debutta il 13 gennaio 2008. Nuovi progetti dell'attore includono il film thriller/horror indipendente From Within, Laid to Rest dove recita anche Lena Headey e il film drammatico La custode di mia sorella con Cameron Diaz, Abigail Breslin e Sofia Vassilieva. Thomas sta anche producendo un proprio film, Whore, che ha scritto, diretto, prodotto e interpretato. Dekker sta attualmente recitando il ruolo principale di Nate Palmer in una web series di fantascienza intitolata IQ-145.

### Anni '10 e '20
Negli anni successivi continua ad ottenere vari ruoli in produzioni televisive e cinematografiche, ottenendo fra gli altri dei ruoli da protagonista nei film The Good Lie e Squatters. Nel 2016 esordisce come regista e sceneggiatore nel film horror Jack Goes Home, in cui non figura come attore.

### Musica
Thomas è stato cresciuto con un background musicale molto forte e ha iniziato a scrivere musica a 10 anni mentre viveva in Canada. A 15 anni, Dekker firma un contratto discografico; tuttavia, dopo aver scoperto che non sarebbe stato coinvolto nella musica quanto avrebbe voluto, rescisse il contratto concentrandosi solo sulla propria musica. Un anno dopo, Dekker inizia a scrivere e produrre la sua musica, un mix di classica influenzato dall'elettronica che descrive come "electrofolk"; il suo primo album, Psyanotic, è completo e attualmente disponibile per il download su iTunes, mentre lavora già al secondo album. Qualcuna delle sue canzoni si può ascoltare sulla sua pagina di MySpace.

## Vita privata

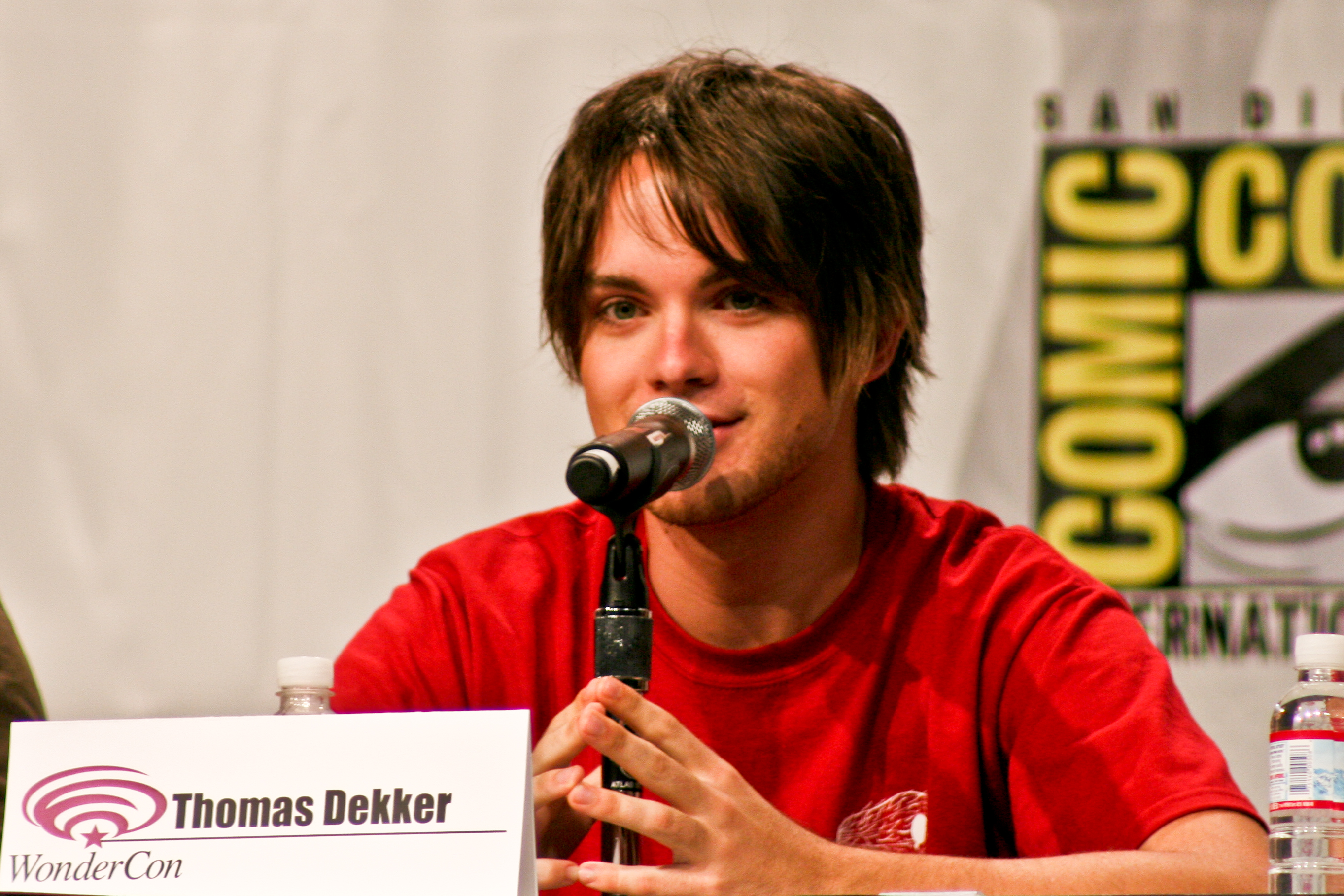
Thomas Dekker al WonderCon 2008

La madre di Thomas è una pianista da concerto, mentre suo padre è un artista, un cantante lirico e un attore; quando era bambino, i suoi genitori viaggiarono per tutto il mondo, vivendo negli Stati Uniti, Europa e Canada. Dekker ha una sorellastra di nome Diana e un fratellastro di nome Erik; è inoltre vegetariano dall'età di 12 anni e da vari anni vegano.
Il 13 luglio 2017 Dekker dichiarò la sua omosessualità attraverso la sua pagina Twitter, rivelando di essersi sposato nell'aprile dello stesso anno.

## Premi
- Young Artist Award — Best Performance in a TV Comedy Series — Leading Young Actor (Honey, I Shrunk the Kids: The TV Show) (1997)
- Young Artist Award — Best Performance in a Voice-Over: TV/Film/Video — Young Actor (An American Tail: The Mystery of the Night Monster) (1999)
- Young Artist Award — Best Performance in a TV Series — Guest Starring Young Actor (Boston Public) (2000)
- Young Artist Award — Best Performance in a Voice-Over Role (The Land Before Time IX: Journey to the Big Water) (2002)

## Filmografia

### Cinema

#### Regista e sceneggiatore
- Jack Goes Home (2016)

#### Attore
- Generazioni (Star Trek: Generations), regia di David Carson (1994)
- Villaggio dei dannati (Village of the Damned), regia di John Carpenter (1995)
- Simple Joys, regia di Gary Entin (2006) - cortometraggio
- The War Prayer, regia di Michael A. Goorjian (2007) - cortometraggio
- From Within, regia di Phedon Papamichael (2008)
- Whore, regia di Thomas Dekker (2008)
- Laid to Rest, regia di Robert Hall (2009)
- La custode di mia sorella (My Sister's Keeper), regia di Nick Cassavetes (2009)
- Nightmare (A Nightmare on Elm Street), regia di Samuel Bayer (2010)
- All About Evil, regia di Joshua Granell (2010)
- Kaboom, regia di Gregg Araki (2010)
- Angel Crest, regia di Gaby Dellal (2011)
- Chromeskull: Laid to Rest 2, regia di Robert Hall (2011)
- Foreverland, regia di Maxwell McGuire (2011)
- The Good Lie, regia di Shawn Linden (2012)
- Enter the Dangerous Mind, regia di Youssef Delara, Victor Teran (2013)
- Plush, regia di Catherine Hardwicke (2013)
- Squatters, regia di Martin Weisz (2014) - direct-to-video
- My Eleventh, regia di Gary Entin (2014)
- Fear Clinic, regia di Robert Hall (2015)
- Miss Bala - Sola contro tutti (Miss Bala), regia di Catherine Hardwicke (2019)
- Body Brokers, regia di John Swab (2021)
- Blue Call, regia di Brian Farmer (2021)

### Televisione
- Febbre d'amore (The Young and the Restless) – serial TV, episodi sconosciuti (1993)
- La tata (The Nanny) – serie TV, episodio 1x11 (1994)
- Seinfeld – serie TV, episodi 5x16-7x04-9x19 (1994-1998)
- Star Trek: Voyager – serie TV, episodi 1x15-2x08 (1995)
- Caroline in the City – serie TV, episodio 2x09 (1996)
- The Weird Al Show – serie TV, episodio 1x04 (1997)
- Tesoro, mi si sono ristretti i ragazzi (Honey, I Shrunk the Kids: The TV Show) – serie TV, 66 episodi (1997-2000)
- Il tocco di un angelo (Touched by an Angel) – serie TV, episodio 7x03 (2000)
- Grosse Pointe – serie TV, episodio 1x09 (2000)
- Inside the Osmonds, regia di Neill Fearnley (2001) – film TV
- Family Affair – serie TV, episodio 1x07 (2002)
- Run of the House – serie TV, episodio 1x03 (2003)
- Boston Public – serie TV, episodi 4x06-4x08 (2003)
- CSI - Scena del crimine (CSI: Crime Scene Investigation) – serie TV, episodio 5x03 (2004)
- Settimo cielo (7th Heaven) – serie TV, 9 episodi (2005)
- Campus Confidential, regia di Melanie Mayron (2005) – film TV
- Dr. House - Medical Division (House, M.D.) – serie TV, episodio 2x19 (2006)
- Shark - Giustizia a tutti i costi (Shark) – serie TV, episodio 1x08 (2006)
- Heroes – serie TV, 12 episodi (2006-2007)
- IQ-145 – webserie, 10 episodi (2008)
- Terminator: The Sarah Connor Chronicles – serie TV, 31 episodi (2008-2009)
- Elvira's Movie Macabre – serie TV, episodio 1x05 (2011)
- Cinema Verite, regia di Shari Springer Berman e Robert Pulcini (2011) – film TV
- The Secret Circle – serie TV, 22 episodi (2011-2012)
- Backstrom – serie TV, 13 episodi (2015)
- I Medici (Medici: Masters of Florence) – serie TV (2017)
- Swimming with Sharks – serie TV, 6 episodi (2017)
- The Rookie – serie TV, 1 episodio (2018)
- The Rookie: Feds – serie TV, 1 episodio (2022)
- Star Trek: Picard – serie TV, episodio 3x03 (2023)

## Doppiatore

### Film d'animazione
- Alla ricerca della Valle Incantata 5 - L'isola misteriosa (The Land Before Time V: The Mysterious Island) (1997) - Piedino
- Fievel - Il tesoro dell'isola di Manhattan (An American Tail: The Treasure of Manhattan Island) (1998) - Fievel Mousekewitz
- Alla ricerca della Valle Incantata 6 - Il segreto di Saurus Rock (The Land Before Time VI: The Secret of Saurus Rock) (1998) - Piedino
- Fievel - Il mistero del mostro della notte (An American Tail: The Mystery of the Night Monster) (1999) - Fievel Mousekewitz
- Alla ricerca della Valle Incantata 7 - La pietra di fuoco freddo (The Land Before Time VII: The Stone of Cold Fire) (2000) - Piedino
- Alla ricerca della Valle Incantata 8 - Avventura tra i ghiacci (The Land Before Time VIII: The Big Freeze) (2001) - Piedino
- Alla ricerca della Valle Incantata 9 - Le meraviglie del mare (The Land Before Time IX: Journey to the Big Water) (2002) - Piedino

### Serie animate
- Extreme Ghostbusters - Voce aggiunta, negli episodi 1.08, 1.35 (1997)
- I Griffin (Family Guy) - Voce aggiunta, nell'episodio 3.01 (2001)
- Le avventure di Jackie Chan (Jackie Chan Adventures) - Voce aggiunta, nell'episodio 2.01 (2001)
- La Mummia: La serie (The Mummy: The Animated Series) - Simon Montgomery, nell'episodio 1.12 (2002)
- Fillmore! - James Heron, nell'episodio 2.07 (2003)

## Doppiatori italiani
Nelle versioni in lingua italiana dei suoi lavori, Thomas Dekker è stato doppiato da:
- Lorenzo De Angelis in Heroes, Nightmare, Terminator: The Sarah Connor Chronicles
- Daniele Giuliani in The Secret Circle, Cinema Verite
- Marco Vivio in CSI - Scena del crimine, Dr. House - Medical Division
- Corrado Conforti in Settimo Cielo
- Flavio Aquilone in Kaboom
- Dario De Rosa in La custode di mia sorella
- Emiliano Coltorti in Backstrom
- Domitilla D'Amico in Tesoro, mi si sono ristretti i ragazzi

Da doppiatore è sostituito da:
- Sonia Mazza in Alla ricerca della Valle Incantata 7 - La pietra di fuoco freddo, Alla ricerca della Valle Incantata 8 - Avventura tra i ghiacci, Alla ricerca della Valle Incantata 9 - Le meraviglie del mare
- Rossella Acerbo in Alla ricerca della Valle Incantata 5 - L'isola misteriosa
- Tatiana Dessi in Alla ricerca della Valle Incantata 6 - Il segreto di Saurus Rock
- Laura Latini in Fievel - Il tesoro dell'isola di Manhattan
- Daniela Fava in Fievel - Il mistero del mostro della notte

## Discografia

### Album
- 2008 – Psyanotic